# Kathy Hilton
Kathy Hilton (született: Kathleen Elizabeth Avanzino, később Richards) (New York, 1959. március 13. –) amerikai színésznő, társasági személy, divattervező, filantróp; Paris Hilton édesanyja.

## Korai évek
Kathleen Elizabeth Avanzino néven született 1959. március 13-án New York-ban Kathleen Mary Dugan (1938–2002) és Laurence K. Avanzino (1935–1997) gyermekeként. Apai nagyszülei által olasz felmenőkkel büszkélkedhet, de ír és skót vér is folyik az ereiben. Miután szülei elváltak, édesanyja újraházasodott Kenneth E. Richardssal (1917–1998), amely kapcsolatból született Kathy két féltestvére, Kim és Kyle Richards. Apja szintén újranősült, és új házasságából Kathynek 5 féltestvére született. Egy Los Angeles-i magániskolában érettségizett le, ahol Michael Jackson volt a legjobb barátja, mely kapcsolatot egészen az énekeslegenda 2009-es haláláig ápoltak.

## Színésznői pályafutása
Kilenc éves korában kezdett el színészkedni, amit 1968-tól 1979-ig folytatott; leginkább amerikai sikersorozatokban szerepelt, mint például a Nanny and the Professor, a Bewitched,a Family Affair, a Happy Days, a Rockford nyomoz, de filmszerepe is volt a The Dark és a On the Air Live with Captain Midnight című produkcióbkban. 2008. május 13-án a On the May 13, 2008 episode of Nyughatatlan fiatalok című sorozatban szerepelt egy cameo erejéig, amiben önmagát alakította.
Az ezredforduló után valóságshow műsorokban szerepelt; 2005-ben az NBC által sugárzott I Want To Be a Hilton, 2011-ben a The World According to Paris című televíziós produkcióban szerepelt.
2012 júniusában féltestvérei a The Real Housewives of Beverly Hills című reality-showban való szereplését elutasította, arra hivatkozva, hogy nem hajlandó végig nézni azt a televízióban, ahogy a húgai élete szétesik.

## Üzleti karrierje
Az 1980-1990'-es években Kathy megnyitotta az ajándékbolt és antikvitással foglalkozó üzletét (The Staircase), ami a Los angelesi Sunset Plazaban működött.
2007-ben áruba bocsátotta a HSN nevű bőrápolóját.
2012 óta divattervezéssel foglalkozik a Kathy Hilton Collection márka alatt; alkalmi ruhák tervezésével foglalkozik. Többek között a Neiman Marcus, az Ötödik sugárúton található Saksban, és a Nordstormban lehet felvásárolni kreációit.

## Filantróp munkássága
Kathy ismert a jótékony tevékenységéről. 2007-ben pénzt ajánlott fel a Make-A-Wish Alapítványnak, s aukciót ajánlott fel egyéb hírességek személyes tárgyainak elárverezéséből, hogy a bevétellel támogatni tudják a továbbiakban is a szervezetet. 2011-ben Los Angelesben két lánya mellett megkapta a Starlight Gyerekalapítvány elismerő díját "A Stellar Nigh" gála keretében.

## Családi élete
15 évesen találkozott először a Los angelesi magániskolájában Richard Hiltonnal, akivel 1979-ben összeházasodtak. Négy gyermekük született:
- Paris Whitney Hilton (New York, 1981. február 17.)
- Nicholai Olivia Hilton (New York, 1983. október 5.)
- Barron Nicholas Hilton II (New York, 1989. november 7.)
- Conrad Hughes Hilton III (New York, 1994. március 3.)

Kisebbik lánya révén két unokája van, Lily Grace Victoria Rothschild és Teddy Marilyn Rothschild (2017).
Férjével Bel air-i rezidenciájukban élnek.

## További információ
- Kathy Hilton az Internet Movie Database-ben (angolul)
- Kathy Hilton a Rotten Tomatoeson (angolul)

## Fordítás
- Ez a szócikk részben vagy egészben  a   Kathy Hilton című angol Wikipédia-szócikk fordításán alapul.  Az eredeti cikk szerkesztőit annak laptörténete sorolja fel. Ez a jelzés csupán a megfogalmazás eredetét és a szerzői jogokat jelzi, nem szolgál a cikkben szereplő információk forrásmegjelöléseként.